# Генрих Гессенский и Прирейнский
Генрих Гессенский и Рейнский (полное имя — Генрих Людвиг Вильгельм Адальберт Вальдемар Александр фон Гессен унд бай Рейн) (28 ноября 1838, Бессунген — 16 сентября 1900, Мюнхен) — принц Гессенский и Рейнский, прусский генерал от кавалерии.

## Биография
Генрих был вторым сыном принца Карла Гессенского и Рейнского (1809—1877) и принцессы Елизаветы Прусской (1815—1885), дочери Вильгельма Прусского и Марии Аннв Амалии Гессен-Гомбургской. Его старшим братом был Людвиг IV, а младшая сестра Анна стала герцогиней Мекленбург-Шверинской.
Учился в университетах Гёттингена и Гисена. С 11 апреля 1854 года Генрих Гессенский и Рейнский служил в качестве лейтенанта в Гессенском лейб-гвардии полку. 22 января 1859 году получил чин капитана прусской армии.
Участник войны Пруссии с Данией (1848—1850). С 8 июня 1866 года — подполковник и участник войны с Австрией. Принимал участие в боях при Хюнервассере, Мюнхенгреце, Якобёусе, а также в сражении при Садове. 17 сентября 1866 года принц Генрих был назначен командиром 2-го гвардейского уланского полка.
Во время Франко-прусской войны 1870—1871 годов он получил в награду Железный Крест 2-го и 1-го классов.
В 1873 году принц Генрих Гессенский и Рейнский получил чин генерал-майора прусской армии, а в 1879 году стал командиром 25-й дивизии Великого герцога Гессенского и генерал-лейтенантом. 21 августа 1884 года он был назначен командиром корпуса. 18 сентября 1886 года принц Генрих Гессенский и Рейнский получил чин[какой?] генерала от кавалерии.
7 июля 1887 года принц Генрих Гессенский и Рейнский уволился с военной службы по собственному желанию, с 1892 года он жил в Мюнхене.
С 1881 по 1900 год, согласно конституции Великого герцогства Гессенского, принц Генрих был членом нижней палаты ландтага Великого герцогства Гессенского.

## Семья и дети
28 февраля 1878 года в Дармштадте женился первым морганатическим браком на Каролине Виллих, урожденной фон Пёльниц (1848—1879), которая по случаю брака получила титул баронессы фон Нидда. Супруги имели единственного сына:
- Карл (4 января 1879 — 11 июня 1920), граф фон Нидда с 1883 года

20 сентября 1892 года в Дармштадте вторично морганатическим браком женился на Эмилии Хржич де Топуска (1868—1961), которая в 1895 году получила титул баронессы фон Дорнберг. Во второй браке также родился один сын:
- Элимар (3 августа 1893 — 1 мая 1917), барон фон Дорнберг

## Награды
- Орден Святого апостола Андрея Первозванного (Российская империя, 19 июня 1857)
- Орден Святого Александра Невского (Российская империя, 19 июня 1857)
- Орден Святого Георгия IV класса (2 февраля 1871 года)[1]
- Орден Дома Гогенцоллернов (Королевство Пруссия, 19 октября 1866)
- Железный крест 2-го класса (Королевство Пруссия, ок. 1870—1871)
- Железный крест 1-го класса (Королевство Пруссия, ок. 1870—1871)
- Орден Чёрного орла (Королевство Пруссия, 9 апреля 1877)
- Большой крест ордена Звезды Румынии (Объединённое княжество Валахии и Молдавии, 15 сентября 1880)
- Большой крест Династического ордена Альбрехта Медведя (Герцогство Ангальт, 6 июня 1884)
- Орден «Pour le Mérite» (Королевство Пруссия, 7 июля 1887)
- Большой крест ордена Бани (Британская империя, 1 ноября 1893)